# Juha Leiviskä
Juha Ilmari Leiviskä, född 17 mars 1936 i Helsingfors, död 9 november 2023 i Helsingfors, var en finländsk arkitekt.
Juha Leiviskä var son till ingenjören Toivo Ilmari Leiviskä och lektorn Sonja Sylvia Jämsén-Astala. Han utbildade sig i arkitektur vid Tekniska högskolan i Helsingfors, där han avlade examen 1963. Han studerade för bland andra Nils Erik Wickberg, Hilding Ekelund och Olli Pöyry och arbetade som assistent till Aarno Ruusuvuori. Han arbetade på Tekniska högskolan till 1971 och samarbetade efter examen med Bertel Saarnio 1964–1968 och etablerade en egen arkitektbyrå 1967. Från 1978 har han drivit ett arkitektkontor tillsammans med Vilhelm Helander.
En betydande del av Juha Leiviskäs arbeten är kyrkobyggnader. Vid utformningen av interiörerna har han fäst stor vikt vid ljusaspekter, inklusive artificiell belysning med egenformgiven armatur.

## Verk i urval
- Restaurering av Lemi kyrka 1967–1969
- Sankt Thomas kyrka och församlingscentrum i Uleåborg, 1975
- Myrbacka kyrka i Vanda, 1984
- Männistö kyrka i Kuopio, 1992
- Tysklands ambassad, Granö, Helsingfors. 1993
- Kouvola stadshus (tillsammans med Bertel Saarnio), 1968
- Nakkilas församlingshem, 1970
- Restaurering av Gamla studenthuset i Helsingfors, 1979 (tillsammans med Vilhelm Helander
- Församlingscentrum i Kyrkslätt, 1984
- Bostadshus i Västra Böle i Helsingfors, 1990 (tillsammans med Pekka Kivi Salon)
- Vallgårds bibliotek i Vallgård i Helsingfors, 1991 (tillsammans med Asta Björklund)
- Renovering och utbyggnad av Den gode herdens kyrka i Baggböle i Helsingfors, 2002
- Kultur- och konferenscentret Addar i Betlehem i Palestina, 2005
- Restaurering av Lappos konstmuseum i Lappo, tidigare Patronfabriken, 2006
- Sandelshuset i Tölö, Helsingfors (tillsammans med Rosemarie Schnitzler, 2007
- Svenska social- och kommunalhögskolan, Kronohagen, Helsingfors, 2009
- Restaurering av Villa Johanna renovering och restaurering (tillsammans med Marica Schalin)
- Restaurering av Harju ("Åsens") begravningskapell i S:t Michel, samt ny byggnad

## Bildgalleri

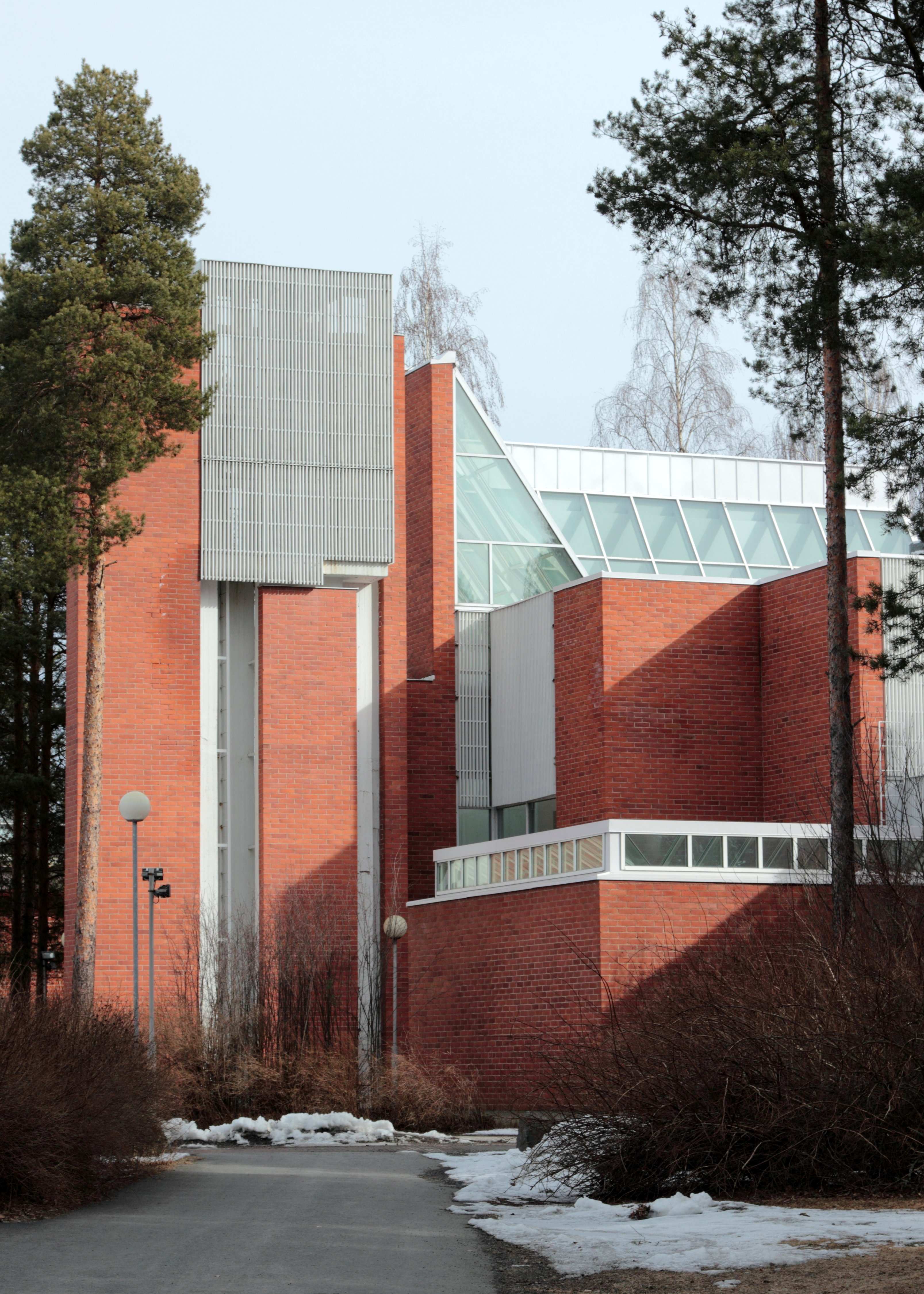
Sankt Thomas kyrka, Uleåborg
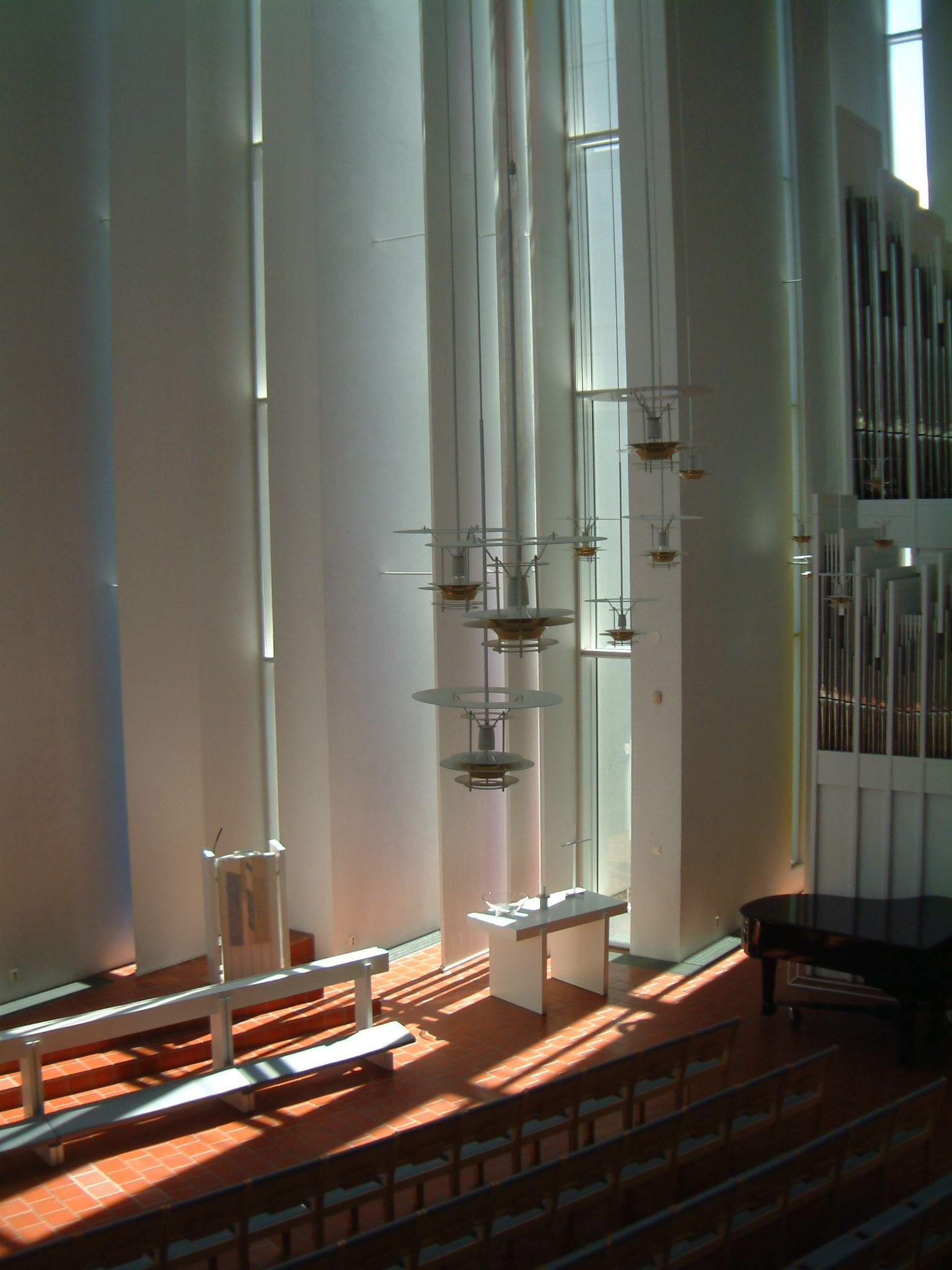
Interiör, Männistö kyrka i Kuopio
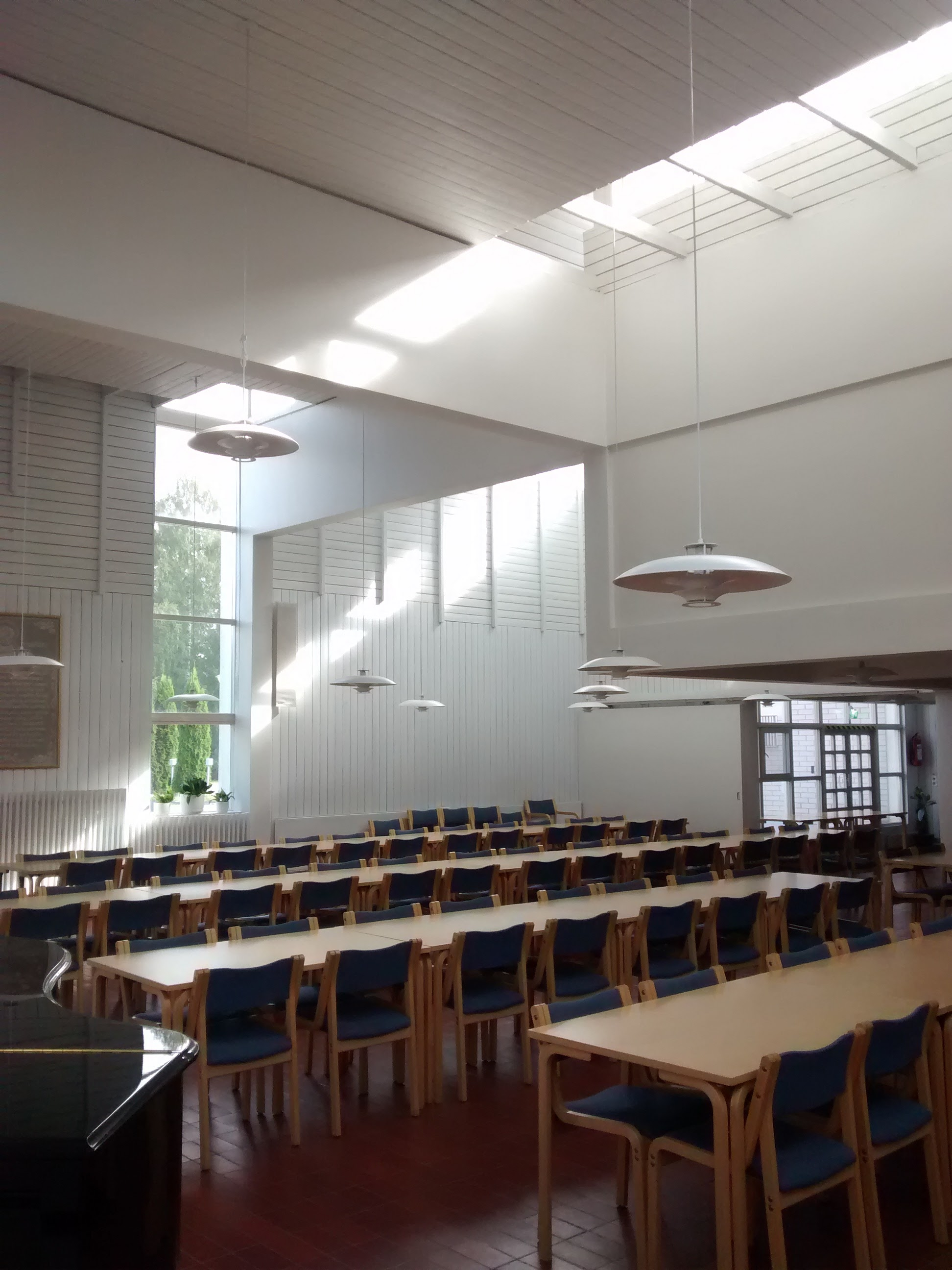
Nakkilas församlingshus
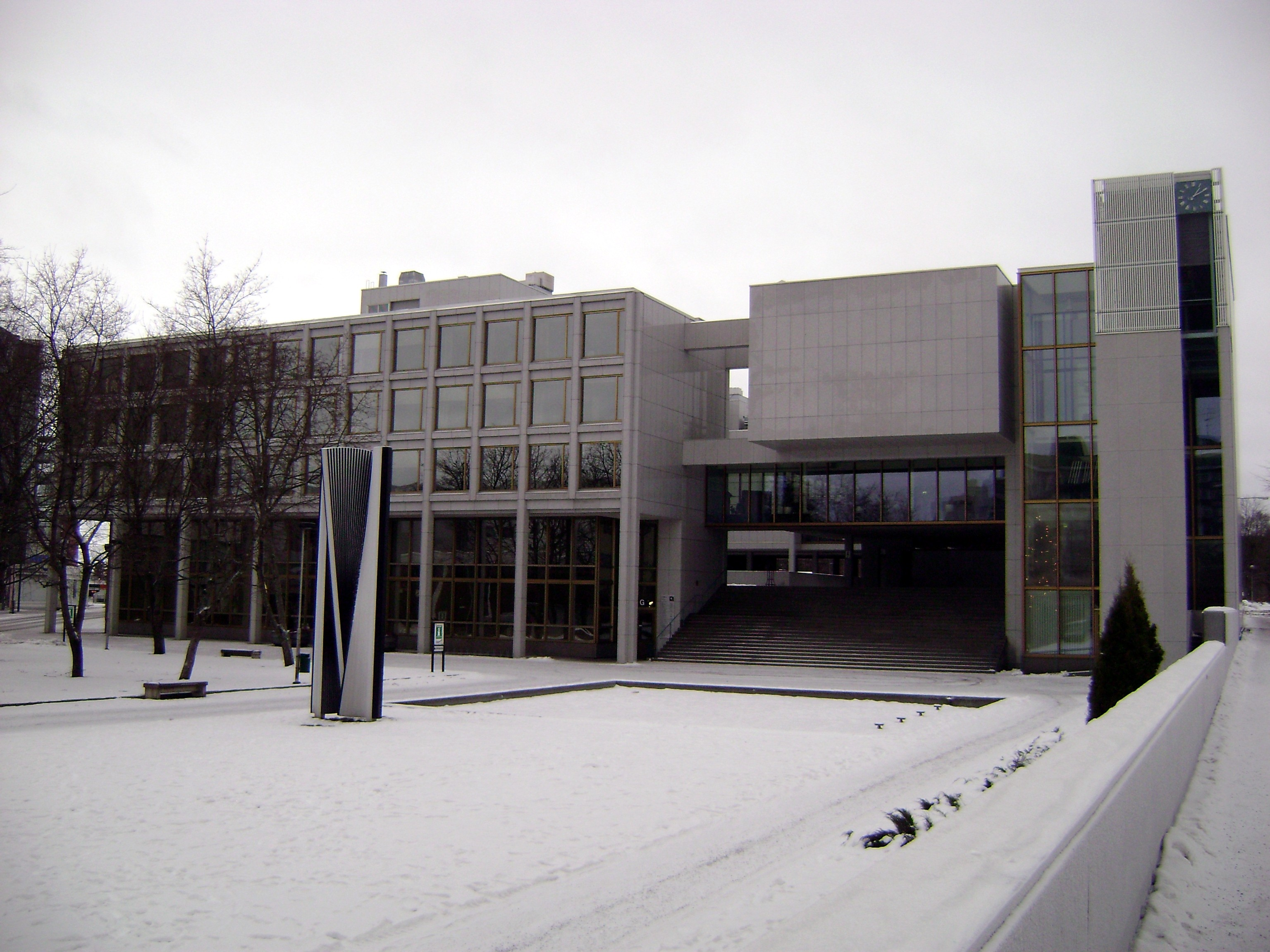
Kouvola stadshus
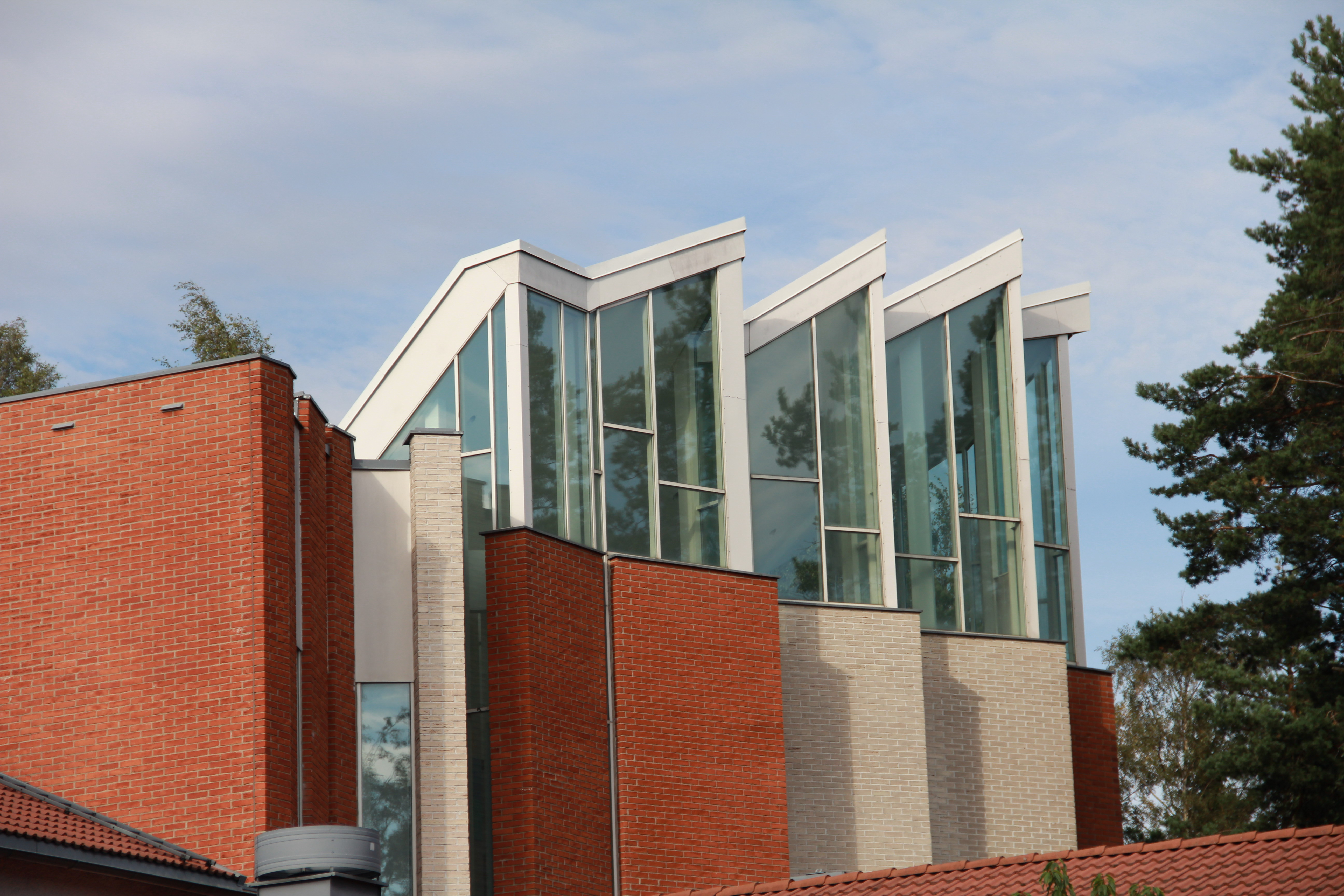
Den gode herdens kyrka i Helsingfors
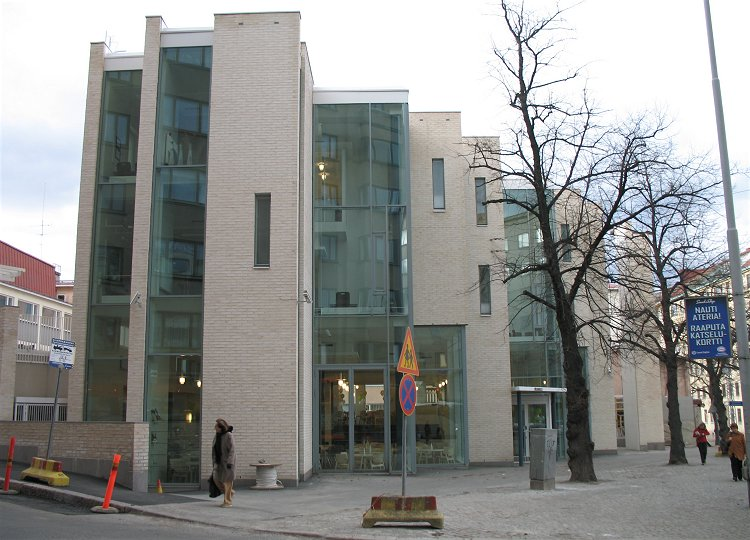
Sandelshuset i Helsingfors
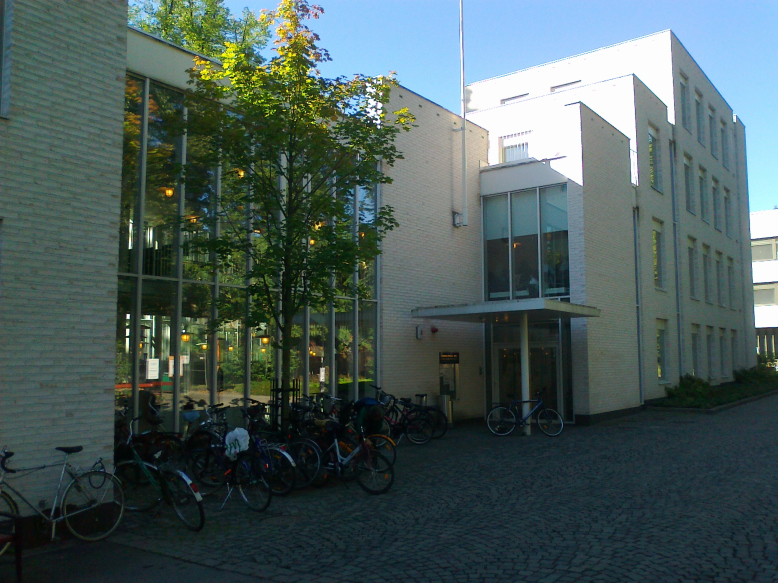
Svenska social- och kommunalhögskolan i Helsingfors
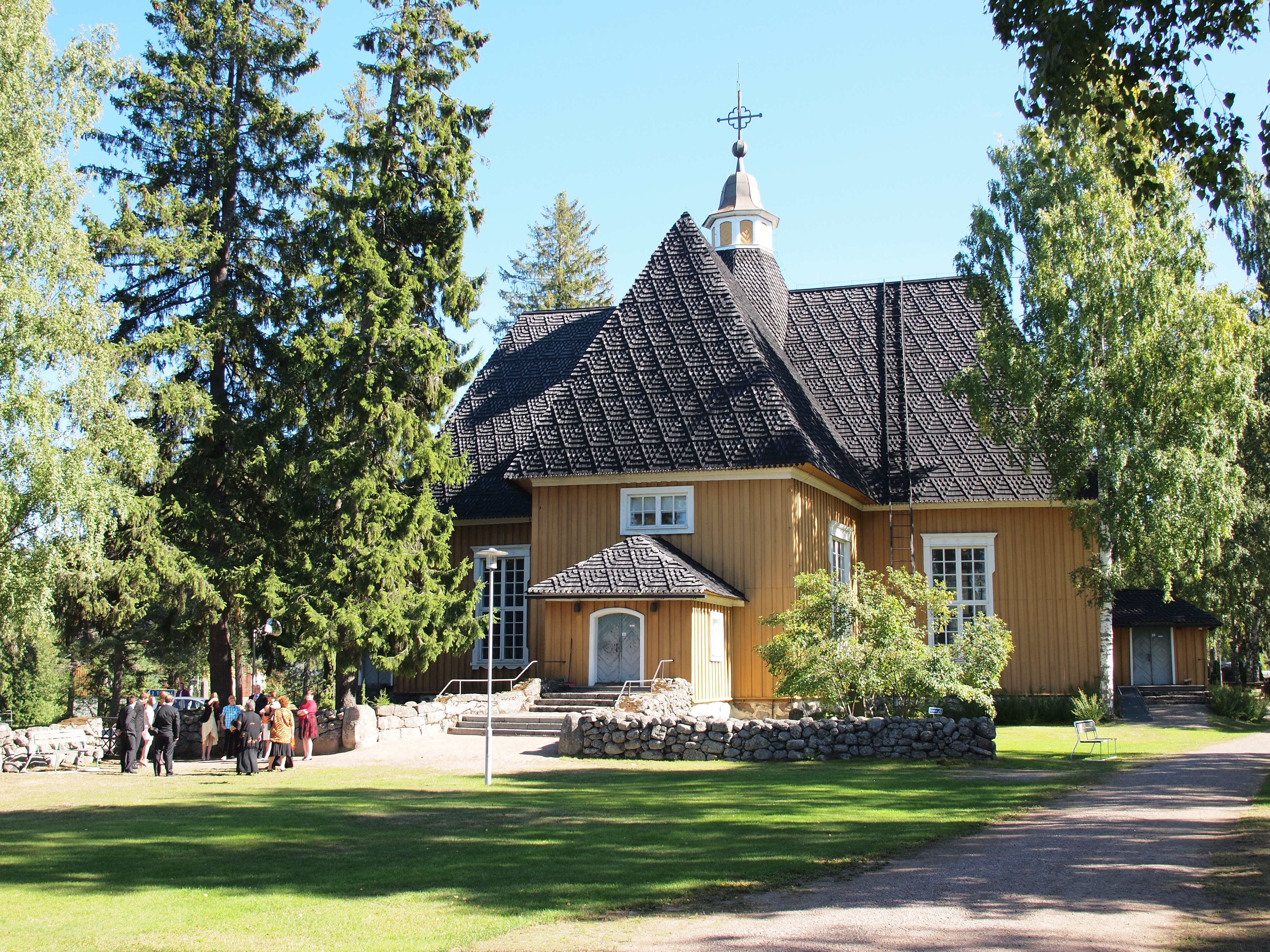
Klemis kyrka (restaurering)
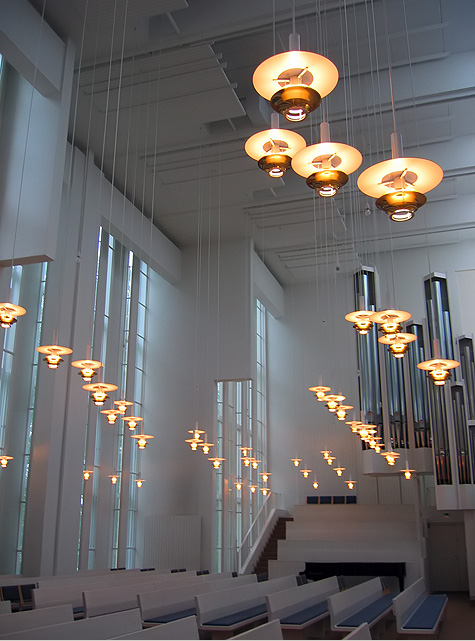
Myrbacka kyrka

## Utmärkelser i urval
- Ledamot av Konstakademien 1991
- Pro Finlandiamedaljen 1992
- Prins Eugen-medaljen 1994
- Byggrosen, 2007